# Wijkeconomie
De wijkeconomie is een onderdeel van de stedelijke economie en bestaat uit de kleinschalige economische bedrijvigheid die plaats heeft in een wijk. Zulke activiteiten zijn bijvoorbeeld winkels (detailhandel) en (thuiswerkende) zelfstandigen.
De toegenomen aandacht voor de wijkeconomie heeft te maken met het bredere belang van het volledig benutten van de economische potenties van een wijk en haar bewoners, waardoor een bijdrage wordt geleverd aan de economische vitaliteit en de leefbaarheid van een wijk. MKB-Nederland is in 2009 het project Wijkeconomie gestart, gefinancierd door de ministeries van EZ en BZK (bij de start van het project viel het programma Wijkaanpak nog onder het ministerie van VROM). 